# ジョアン・デ・ポルトゥガル (1400-1442)
ジョアン・デ・ポルトゥガル（João de Portugal, 1º Senhor de Reguengos, Colares e Belas, 1400年1月13日 - 1442年10月18日）は、ポルトガルの王族、レゲンゴシュ・デ・モンサラージュの領主。ポルトガル軍総司令官（Condestável de Portugal）、およびサンティアゴ・ダ・エスパーダ騎士団（Ordem Militar de Sant’Iago da Espada）総長。総司令官王子（Infante Condestável）の異名で呼ばれる。アヴィス王朝の開祖ジョアン1世王と王妃フィリッパ・オブ・ランカスターの間の息子の1人である。

## 生涯
ジョアン1世王夫妻の五男、実質的な四男として生まれた。兄弟にはドゥアルテ1世王、コインブラ公ペドロ、エンリケ航海王子、フェルナンド聖王子、姉にブルゴーニュ公爵夫人イザベル、庶兄にバルセロス伯・ブラガンサ公アフォンソがおり、この兄弟姉妹はポルトガルの歴史に大きな業績・足跡を残したことから「輝かしい世代（Ínclita Geração）」と呼ばれている。
1415年、兄たちと一緒にセウタの戦いに参加し、その後まもなく父王により騎士に叙任され、レゲンゴシュ・デ・モンサラージュ、コラレス、ベラシュの領主に取り立てられた。1418年10月、父王は教皇マルティヌス5世の承認を得たうえで、18歳のジョアンを伝統あるポルトガル王家の騎士団、サンティアゴ・ダ・エスパーダ騎士団（Ordem Militar de Sant’Iago da Espada）の総長に任命した。同じ年、ジョアンはすぐ上の兄エンリケ航海王子とともに、セウタに救援軍を率いて向かい、同市を包囲していたモロッコ、グラナダ王国の連合軍を退散させるのに貢献した。
1424年、庶兄バルセロス伯アフォンソ（後のブラガンサ公）の娘で、姪にあたるイザベル・デ・バルセロスと結婚した。1431年にヌノ・アルヴァレス・ペレイラ将軍が亡くなった後、ジョアンはその後任としてポルトガル軍総司令官に任命された。このため、ジョアンは「総司令官王子（"Infante Condestável"）」の異称で呼ばれることが多い。
1437年、ジョアンは次兄のコインブラ公ペドロと一緒に、長兄ドゥアルテ1世と三兄のエンリケ航海王子が推進していたタンジール包囲計画に反対した。案の定、エンリケを総大将として実行された包囲戦は悲惨な失敗に終わり、マリーン朝モロッコのスルタンは国王兄弟の末弟フェルナンド聖王子を捕虜にした。
1438年に失意のドゥアルテ1世が急死して、その幼い息子アフォンソ5世が即位すると、その母親のレオノール・デ・アラゴンが摂政になった。この摂政体制は、1380年代の空位期に一時実権を握っていた大貴族層が、レオノール王太后を傀儡として再び実権を握るのではないかという不安の声を国内に呼び起こした。内戦が起きる気配が高まると、ジョアンは機先を制して首都リスボンの支配権を掌握し、市民層からなる議会を開催して次兄のコインブラ公ペドロをアフォンソ5世の単独摂政に指名させた。一方、大貴族層の筆頭でいち早くレオノール王太后を抱き込んでいたバルセロス伯アフォンソは、ペドロと前摂政レオノールが共同摂政の地位に就くべきだと主張した。
ジョアンとの同盟関係のおかげで権力を得た摂政ペドロは、ジョアンを厚遇した。しかしジョアンは1442年に亡くなり、後ろ盾を失ったペドロはブラガンサ公（以前のバルセロス伯）との政治的駆け引きに敗れ、死に追いやられた。

## 子女
妻イザベル・デ・バルセロスとの間に1男3女の4人の子供をもうけた。
- ディオゴ（1423年 - 1443年） - ポルトガル軍総司令官
- イザベル（1428年 - 1496年） - 1447年、カスティーリャ王フアン2世と結婚
- ベアトリス（1430年 - 1506年） - 1447年、ヴィゼウ公フェルナンドと結婚
- フィリパ（1432年 - 1450年頃） - アルマダの女領主